# Apocapa
Apocapa o Apocapes oppure Apokapes o Apokapai fu una famiglia nobile di origini armeno-georgiana, i quali sono noti per aver ricoperto cariche di prestigio nell'amministrazione militare dell'impero bizantino nell'XI secolo. I due membri di spicco della famiglia furono il patrizio Michele Apocapa e suo figlio l'arconte Basilio Apocapa (membro più importante della famiglia), entrambi furono governatori di Edessa e ricoprirono alte cariche nell'impero.